# جون بندر
جون بندر هو لاعب كرة القدم الكندية كندي، ولد في 9 مارس 1987 في Three Hills ‏ في كندا.